# Port Chester
Port Chester és una població dels Estats Units a l'estat de Nova York. Segons el cens del 2000 tenia 27.867 habitants.

## Demografia
Segons el cens del 2000, Port Chester tenia 27.867 habitants, 9.531 habitatges, i 6.376 famílies. La densitat de població era de 4.559,1 habitants per km².
Dels 9.531 habitatges en un 31,7% hi vivien nens de menys de 18 anys, en un 47% hi vivien parelles casades, en un 13,6% dones solteres, i en un 33,1% no eren unitats familiars. En el 26,7% dels habitatges hi vivien persones soles l'11,2% de les quals corresponia a persones de 65 anys o més que vivien soles. El nombre mitjà de persones vivint en cada habitatge era de 2,89 i el nombre mitjà de persones que vivien en cada família era de 3,44.
Per edats la població es repartia de la següent manera: un 22,5% tenia menys de 18 anys, un 10,8% entre 18 i 24, un 35,2% entre 25 i 44, un 18,6% de 45 a 60 i un 12,9% 65 anys o més.
L'edat mediana era de 34 anys. Per cada 100 dones de 18 o més anys hi havia 99,6 homes.
La renda mediana per habitatge era de 45.381 $ i la renda mediana per família de 51.025 $. Els homes tenien una renda mediana de 32.848 $ mentre que les dones 32.461 $. La renda per capita de la població era de 21.131 $. Entorn del 10,1% de les famílies i el 13% de la població estaven per davall del llindar de pobresa.